# Stawy Świętej Anny
Stawy Świętej Anny – dwa stawy na terenie wsi Zbiroża w gminie Mszczonów – Staw Świętej Anny Górny i Dolny. Stanowią tereny rekreacyjne dla pobliskiego Mszczonowa. Staw Dolny wykorzystywany jest jako kąpielisko, jednak formalnie nie posiada takiego statusu. Dozwolone jest tu także wędkarstwo. Staw Górny, oddzielony od Dolnego groblą, pozostawiony jest natomiast naturze - obowiązuje tu zakaz kąpieli i wędkarstwa.
Stawy Świętej Anny są własnością gminy Mszczonów, jednak terenem tym opiekuje się mszczonowskie koło Polskiego Związku Wędkarskiego.